# Elopak
Die norwegische Elopak-Gruppe mit der in Oslo ansässigen Konzernmutter Elopak ASA ist ein in mehreren Ländern agierenden Hersteller von Getränkekartons. Deutsche Tochter ist die in Mannheim ansässige Elopak GmbH.

## Elopak-Gruppe
Das Unternehmen wurde 1957 gegründet und produziert heute mit rund 2.600 Mitarbeitern an 11 Standorten in verschiedenen Ländern Getränkekartons. Haupteigentümer ist die norwegische Holding Ferd, die bis zum Börsengang im Juni 2021 alleiniger Eigentümer war.
Ursprünglich stand ELOPAK für „European Licence of PURE PAK“, eine Unternehmung in Oslo, Norwegen, die 1957 das in den USA bekannte „PURE PAK“-Verpackungssystem (Giebelkarton) auf dem europäischen Markt einführte. Die Elopak-Gruppe ist einer der weltweit führenden Hersteller von Verpackungssystemen für flüssige und pastöse Nahrungsmittel. Das System beinhaltet nicht nur die Verpackungszuschnitte, sondern auch die dazugehörigen Abfüllmaschinen und Schraubverschlüsse.
Elopak ist nach eigenen Angaben in 40 Ländern vertreten und bedient somit ca. 80 Märkte weltweit.

## Elopak in Deutschland
Die Elopak GmbH begann 1976 am deutschen Standort in Speyer Verpackungen zu produzieren. Zudem bestehen Standorte in Mönchengladbach und Paderborn.
Im Juli 2020 erfolgte der Umzug der Elopak GmbH vom bestehenden Standort in Speyer nach Mannheim. Die Produktion wurde ins Ausland verlagert.

## Produkte
Die Verpackungswand von Elopak-Getränkekartons kann aus folgenden Verbundmaterialien bestehen:
- PE (Herstellername: PE-BOARD) für gekühlte Produkte
- Aluminium (Aluminium-BOARD) für aseptische und heiß abgefüllte Produkte mit langer Haltbarkeit
- EVOH (EVOH-BOARD) Alternative für Aluminium mit langer Haltbarkeit